# Magnusiomyces ovetensis
Magnusiomyces ovetensis är en svampart som först beskrevs av Peláez & C. Ramírez, och fick sitt nu gällande namn av de Hoog & M.T. Sm. 2004. Magnusiomyces ovetensis ingår i släktet Magnusiomyces och familjen Dipodascaceae.   Inga underarter finns listade i Catalogue of Life.